# Joaquín Turina y Areal
Joaquín Turina y Areal – hiszpański malarz pochodzący z Sewilli, ojciec znanego kompozytora Joaquina Turina Pérez.
Studiował w Akademii Sztuk Pięknych w Sewillii. Od 1879 brał udział w wystawach w Sewilli i Kadyksie. Malował głównie sceny kostumbrystyczne, historyczne i religijne według reguł realizmu skłaniając się ku romantyzmowi.

## Wybrane dzieła
- Martínez Montañés viendo la procesión de Jesús de la Pasión de Sevilla
- El desembarco de Colón en América
- El mercado del Postigo del Aceite de Sevilla
- La playa de Sanlúcar de Barrameda
- La Gitana
- La sobrinita
- Está fresca
- El último día de novena
- Tarde de otoño
- Cómo se divierten
- Una ronda nocturna encontrando el cadáver de D. Juan de Escobedo
- Un episodio de la sublevación cantonal de 1873
- Vanidad y pobreza
- Feliz encuentro y Murillo en su taller
- Montañas viendo pasar la procesión del Cristo de Pasión
- La entrada de Fernando III a Sevilla
- Colón desembarcando en el Nuevo Mundo